# Robert Stopford
Robert Stopford (5 febbraio 1768 – 25 giugno 1847) è stato un ammiraglio irlandese.

## Biografia
Era il terzogenito di James Stopford, II conte di Courtown, e di sua moglie, Mary Powys.

## Carriera
Nel 1780 entrò nella Royal Navy e nel 1785 venne promosso a tenente. Nel 1790 venne promosso a capitano e fu brevemente capitano sul HMS Lowestoffe.
Combatté nel Glorioso Primo di Giugno nel 1794, come comandante della fregata HMS Aquilon. Uno degli ufficiali di Stopford su HMS Aquilon era Francis Beaufort, l'inventore della Scala di Beaufort.
Il 10 marzo 1796, Stopford divenne capitano della fregata HMS Phaeton. Nel 1799, Stopford fu nominato capitano del HMS Excellent della flotta del canale. Prestò servizio nelle Indie occidentali e servì per otto mesi come comandante. Nel 1803 divenne capitano HMS Spencer, nella flotta di Horatio Nelson.
Nel novembre 1805 divenne un colonnello dei Marine e ricevette una medaglia d'oro per la sua condotta nella battaglia di Santo Domingo nel 1806.
Egli prese parte alle invasioni britanniche del Río della Plata e nella battaglia di Copenaghen e nell'assedio di Rochefort. Ebbe un ruolo molto importante nella battaglia dell'isola d'Aix.
È stato nominato al comando del HMS Caesar. Nel 1810, salpò verso Capo di Buona Speranza per diventare comandante in capo di quella stazione. Ha diretto le operazioni che hanno portato alla conquista di Giava, il 8 agosto 1811, quando i britannici sotto Stopford e il tenente-generale Samuel Auchmuty capitolò l'insediamento olandese di Giacarta. Nel 1827 venne nominato Comandante in capo, Portsmouth.
Nel 1834 venne promosso ad ammiraglio. Fu comandante in capo della Flotta del Mediterraneo durante la Guerra egizio-ottomana (1839-1841) contro le forze di Mehemet Ali. Comandò la HMS Princess Charlotte e del HMS Phoenix durante il bombardamento di Acri (3 novembre 1840). L'anno seguente divenne governatore del Greenwich Hospital.

## Matrimonio
Sposò, il 29 giugno 1809, Mary Fanshawe, figlia di Robert Fanshawe. Ebbero cinque figli:
- Robert Fanshawe Stopford (19 dicembre 1811–4 gennaio 1891), sposò in prime nozze Emily Anne Wilbraham, ebbero sette figli, e in seconde nozze Lucy Hester Hornby;
- Henrietta Maria Stopford (?-4 febbraio 1869), sposò in prime nozze Henry Russell e in seconde nozze
- James John Stopford (17 aprile 1817-12 maggio 1868), sposò Fanny Gubbins, non ebbero figli;
- Christiana Fanshawe Stopford (?-3 ottobre 1855), sposò William Douglas, non ebbero figli;
- Charlotte Anne Stopford (1825-19 marzo 1904), sposò Robert Gregory, non ebbero figli.

## Morte
Morì il 25 giugno 1847.